# Перелік пам'яток історії Локачинського району
У Локачинському районі Волинської області станом на 2008 р. нараховується 41 пам'ятка історії.
| № п/п | Охорон ний номер | Місцезнаходження пам'ятника, його адреса | Найменування пам'ятника                       | Датування | Автор                                  | Дата спорудження | Дата і № рішення облвиконкому (адміністрації), постанови Кабінету Міністрів України про взяття пам'ятника під охорону | На чиєму утриманні знаходиться   |
| ----- | ---------------- | ---------------------------------------- | --------------------------------------------- | --------- | -------------------------------------- | ---------------- | --- | -------------------------------- |
| 1.    | 360              | смт. Локачі                              | Пам'ятник землякам                            | 1941-1945 | Львівська кераміко-скульптурна фабрика | 1965             | 477-р від 28.11.75р.                                                                                                  | Виконкому Локачинської сел./р    |
| 2.    | 153              | смт. Локачі                              | Могила братська радянських воїнів             | 1944      | Львівська кераміко-скульптурна фабрика | 1973             | 267-р від 25.08.86р.                                                                                                  | Виконкому Локачинської сел./р    |
| 3.    | 830              | смт. Локачі                              | Могила братська жертв фашизму                 | 1943      |                                        | 1989             | 88-р від 09.04.90р.                                                                                                   | Виконкому Локачинської сел./р    |
| 4.    | 782              | с. Білопіль                              | Пам'ятник землякам                            | 1941-1945 | Ключук В.C.                            | 1987             | 103-р від 25.04.88р.                                                                                                  | Виконкому Колпитівської с/р      |
| 5.    | 576              | с. Бубнів                                | Пам'ятник землякам                            | 1941-1945 | Львівська кераміко-скульптурна фабрика | 1976             | 267-р від 25.08.86р.                                                                                                  | Виконкому Бубнівської с/р        |
| 6.    | 785              | с. Великий Окорськ                       | Пам'ятник землякам                            | 1941-1945 |                                        | 1986             | 267-р від 25.08.86р.                                                                                                  | Виконкому Затурцівської с/р      |
| 7.    | 796              | с. Війниця                               | Могила капітана Червоної Армії Гоменюка Д. Г. | 1941      |                                        | 1983             | 267-р від 25.08.86р.                                                                                                  | Виконкому Війницької с/р         |
| 8.    | 217              | с. Войнин                                | Пам'ятник землякам                            | 1941-1945 | Канаєв А.                              | 1982             | 267-р від 25.08.86р.                                                                                                  | Виконкому Шельвівської с/р       |
| 9.    | 150              | с. Губин                                 | Пам'ятник землякам та радянським воїнам       | 1941-1945 | Садовський О.                          | 1969             | 360-р від 04.08.69р.                                                                                                  | Виконкому Війницької с/р         |
| 10.   | 828              | с. Губин                                 | Могила екіпажу радянських льотчиків           | 1941      | Місцеві майстри                        | 1990             | 88-р від 09.04.90р.                                                                                                   | Виконкому Війницької с/р         |
| 11.   | 831              | с. Губин                                 | Могила невідомого радянського воїна           | 1941      |                                        | 1990             | 88-р від 09.04.90р.                                                                                                   | Виконкому Війницької с/р         |
| 12.   | 167              | с. Губин                                 | Могила братська жертв фашизму                 | 1941      |                                        |                  | 415-р від 22.06.99р.                                                                                                  | Виконкому Війницької с/р         |
| 13.   | 353              | с. Дорогиничі                            | Пам'ятник землякам                            | 1941-1945 | Усов                                   | 1974             | 477-р від 28.11.75р.                                                                                                  | Виконкому Дорогиничівської с/р   |
| 14.   | 482              | с. Замличі                               | Пам'ятник землякам                            | 1941-1945 | Львівська кераміко-скульптурна фабрика | 1975             | 457-р від 16.10.78р.                                                                                                  | Виконкому Дорогиничівської с/р   |
| 15.   | 154              | с. Затурці                               | Група братських могил радянських воїнів       | 1944      | Львівська кераміко-скульптурна фабрика | 1956             | 360-р від 04.08.69р.                                                                                                  | Виконкому Затурцівської с/р      |
| 16.   | 578              | с. Затурці                               | Пам'ятник на честь радянських артилеристів    | 1941      |                                        | 1976             | 65-р від 10.02.82р.                                                                                                   | Виконкому Затурцівської с/р      |
| 17.   | 902              | с. Затурці                               | Могила В Липинського                          | 1931      |                                        | 1991             | 265-р від 24.12.91р.                                                                                                  | Виконкому Затурцівської с/р      |
| 18.   | 165              | с. Затурці                               | Садиба В.Липинського                          | 1882      |                                        |                  | постанова КМУ № 1761від 27.12.01р.                                                                                    | Волинського краєзнавчого музею   |
| 19.   | 354              | с. Заячиці                               | Пам'ятник землякам                            | 1941-1945 | Одеська кераміко-скульптурна фабрика   | 1972             | 477-р від 28.11.75р.                                                                                                  | Виконкому Заячицівської с/р      |
| 20.   | 484              | с. Зубильне                              | Пам'ятник землякам                            | 1941-1945 | Львівська кераміко-скульптурна фабрика | 1975             | 457-р від 16.10.78р.                                                                                                  | Виконкому Зубильненської с/р     |
| 21.   | 357              | с. Кисилин                               | Пам'ятник землякам                            | 1941-1945 | Львівська кераміко-скульптурна фабрика | 1973             | 477-р від 28.11.75р.                                                                                                  | Виконкому Кисилинської с/р       |
| 22.   | 833              | с. Кисилин                               | Кисилинський монастир                         | 1614      |                                        |                  | 88-р від 09.04.90р.                                                                                                   | Виконкому Кисилинської с/р       |
| 23.   | 903              | с. Кисилин                               | Могила братська поляків                       | 1942      |                                        | 1991             | 265-р від 24.12.91р.                                                                                                  | Виконкому Кисилинської с/р       |
| 24.   | 904              | с. Кисилин                               | Могила розстріляних євреїв                    | 1942      |                                        | 1991             | 265-р від 24.12.91р.                                                                                                  | Виконкому Кисилинської с/р       |
| 25.   | 770              | с. Козлів                                | Пам'ятник землякам                            | 1941-1945 | Ушаков В. А. Шуляр                     | 1983             | 267-р від 25.08.86р.                                                                                                  | Виконкому Заячицівської с/р      |
| 26.   | 579              | с. Колпитів                              | Пам'ятник землякам                            | 1941-1945 | Сопєлкін А., Буковинський І.           | 1979             | 65-р від 10.02.82р.                                                                                                   | Виконкому Колпитівської с/р      |
| 27.   | 358              | с. Конюхи                                | Пам'ятник землякам                            | 1941-1945 | Бойко В. Є., Расіна З. І.              | 1969             | 477-р від 28.11.75р.                                                                                                  | Виконкому Конюхівської с/р       |
| 28.   | 355              | с. Коритниця                             | Пам'ятник землякам                            | 1941-1945 | Львівська кераміко-скульптурна фабрика | 1972             | 477-р від 28.11.75р.                                                                                                  | Виконкому Привітненської с/р     |
| 29.   | 151              | с. Крухиничі                             | Пам'ятник землякам                            | 1941-1945 | Житомирський трест рудбуд-матеріалів   | 1965             | 360-р від 04.08.69р.                                                                                                  | Виконкому Марковичівської с/р    |
| 30.   | 483              | с. Линів                                 | Пам'ятник землякам                            | 1941-1945 | Головань М.                            | 1974             | 457-р від 16.10.78р.                                                                                                  | Виконкому Бубнівської с/р        |
| 31.   | 592              | с. Марковичі                             | Пам'ятник землякам та радянським воїнам       | 1941-1945 | Львівська кераміко-скульптурна фабрика | 1980             | 142-р від 29.04.84р.                                                                                                  | Виконкому Марковичівської с/р    |
| 32.   | 356              | с. Новий Загорів                         | Пам'ятник землякам                            | 1941-1945 | Львівська кераміко-скульптурна фабрика | 1972             | 477-р від 28.11.75р.                                                                                                  | Виконкому Староза-горівської с/р |
| 33.   | 832              | с. Новий Загорів                         | Загорівський монастир                         | 1492      |                                        |                  | 88-р від 09.04.90р.                                                                                                   | Виконкому Староза-горівської с/р |
| 34.   | 905              | с. Новий Загорів                         | Могила братська воїнів УПА                    | 1945      |                                        | 1991             | 265-р від 24.12.91р.                                                                                                  | Виконкому Староза-горівської с/р |
| 35.   | 152              | с. Озютичі                               | Пам'ятник на честь радянських воїнів          | 1944      |                                        | 1967             | 360-р від 04.08.69р.                                                                                                  | Виконкому Кисилинської с/р       |
| 36.   | 783              | с. Озютичі                               | Могила братська радянських воїнів             | 1944      |                                        | 1986             | 267-р від 25.08.86р.                                                                                                  | Виконкому Кисилинської с/р       |
| 37.   | 591              | с. Привітне                              | Пам'ятник землякам                            | 1941-1945 | Львівська кераміко-скульптурна фабрика | 1981             | 142-р від 29.04.84р.                                                                                                  | Виконкому Привітненської с/р     |
| 38.   | 359              | с. Старий Загорів                        | Пам'ятник землякам                            | 1941-1945 | Львівська кераміко-скульптурна фабрика | 1972             | 477-р від 28.11.75р.                                                                                                  | Виконкому Староза-горівської с/р |
| 39.   | 772              | с. Тумин                                 | Пам'ятник землякам                            | 1941-1945 | Ключук В. С.                           | 1986             | 267-р від 25.08.86р.                                                                                                  | Виконкому Війницької с/р         |
| 40.   | 590              | с. Холопичі                              | Пам'ятник землякам                            | 1941-1945 | Львівська кераміко-скульптурна фабрика | 1976             | 267-р від 25.08.86р.                                                                                                  | Виконкому Холопичівської с/р     |
| 41.   | 485              | с. Шельвів                               | Пам'ятник землякам                            | 1941-1945 | Фліт П. Б.                             | 1980             | 142-р від 29.04.84р.                                                                                                  | Виконкому Марковичівської с/р    |
|       |                  |                                          |                                               |           |                                        |                  | |                                  |

## Джерело
- Пам'ятки Волинської області